# BBC知識 (國際)
BBC知識（BBC Knowledge）是一個可以在英國國外收看的電視頻道，播出BBC製作的紀實性節目，由英國廣播公司商業分支所有。BBC知識的節目主要分為世界（The World）、科技（Science & Technology）、人物（People）、歷史（The Past）、商業（Business）五大類。BBC知識於2007年開始在新加波和香港播出，在2011年3月開始在紐西蘭播出。

## 外部連結
- Official website* BBC Knowledge Australia
- （页面存档备份，存于）
- BBC News Online: BBC to launch global TV channels（页面存档备份，存于）
- Variety Magazine: BBC Worldwide bows new channels（页面存档备份，存于）